# BÚÉK
BÚÉK (akronym pro boldog új évet kívánok, tj. přeji ti šťastný nový rok) je maďarský hraný film z roku 2018, který režírovala Krisztina Goda podle italského filmu Naprostí cizinci z roku 2016. Snímek měl premiéru dne 6. prosince 2018.

## Děj
Blíží se oslavy Silvestra. Soukromý gynekolog Kristóf pomáhá své nejlepší kamarádce Lizi s přípravou svátečního menu a čekají na ostatní přátele. Lizi se nedávno rozešla se svým manželem Bálintem, který ji podváděl s dvacetiletou dívkou. Přátelé postupně přicházejí – šéfkuchař Gábor, který je frustrovaný dělbou práce v rodině a jeho manželka právnička Saci. Mají dlouhodobě napjatý vztah. Fotograf Márk a jeho čerstvá novomanželka Fanni, která pracuje jako speciální pedagožka. Nakonec přichází Döme, učitel chemie, který se před lety rozvedl se svou manželkou Adrienn. Döme chtěl přátelům představit svou novou přítelkyni Mártu, kterou ještě nikdo nezná. Přijíždí však sám, protože Márta má horečku a nemůže se tak večeře zúčastnit. Ještě před večeří se Lizi pohádá se svou dcerou Zsófi, protože i přes matčin nesouhlas jde na večírek, který potrvá až do brzkých ranních hodin, a navíc jí v kabelce najde krabičku kondomů. Během konverzace u stolu hostitelka Lizi nabídne, aby si zahráli hru: mobilní zařízení všech se položí uprostřed stolu a všechny zprávy, e-maily a konverzace všech budou zveřejněny ostatním. Hra postupně nabírá ostřejší a temnější obrátky, jak se začínají odhalovat tajemství jejích účastníků.

## Obsazení
| Viktória Szávai    | Aliz                       |
| Béla Mészáros      | Kristóf                    |
| Éva Bata           | Saci                       |
| Gábor Hevér        | Gábor                      |
| Tamás Lengyel      | Márk                       |
| Franciska Töröcsik | Fanni                      |
| Ferenc Elek        | Döme                       |
| Dorka Gáspárfalvi  | Zsófi, dcera Aliz          |
| Márk Ember         | soused                     |
| Vali Dániel        | Gáborova matka             |
| Veronika Barta     | Dorka, dcera Saci a Gábora |
| Ércsa Dankó        | Emma, dcera Saci a Gábora  |